# Frank Osorio

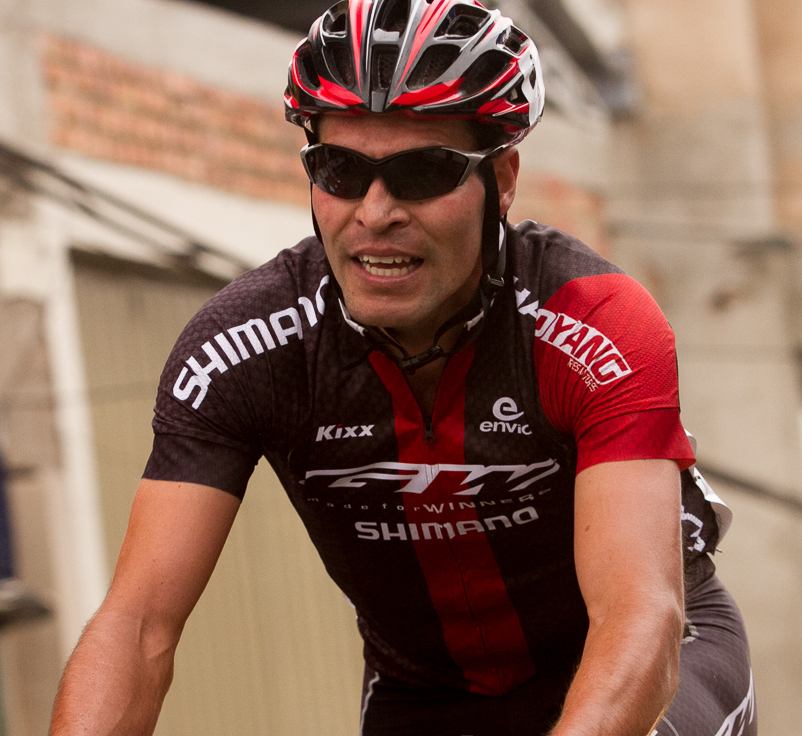
Frank Osorio 2016

Frank Jair Osorio (* 28. August 1988 in El Carmen de Viboral) ist ein kolumbianischer Radrennfahrer. Sein jüngerer Bruder Alejandro Osorio ist ebenfalls Radrennfahrer.
Osorio gewann 2011, 2016 und 2018 jeweils eine Etappe der Vuelta a Colombia. Im Jahr 2012 fuhr er für das Professional Continental Team Colombia-Coldeportes. Mit dieser Mannschaft nahm er unter anderem an dem Frühjahrsklassiker Mailand–San Remo teil, den er jedoch nicht beenden konnte.

## Erfolge
2011
- eine Etappe Vuelta a Colombia

2016
- eine Etappe Vuelta a Colombia

2018
- eine Etappe Vuelta a Colombia

## Teams
- 2012 Colombia-Coldeportes
- 2013 Colombia (bis 15. Januar)
- 2014–2016 GW-Shimano
- 2019 Coldeportes Bicicletas Strongman
- 2020–2022 Equipe Continental Orgullo Paisa
- 2024 GW Erco Shimano